# Ménaka (Mali)
Ménaka es una comuna rural y ciudad del Círculo de Ménaka, en la Región de Gao, en Malí. en la Región de Ménaka, en el norte de Mali, actualmente en el territorio reivindicado como el Estado Independiente del Azawad. Se trata de la sede del gobierno local y la ciudad de mayor tamaño de la región, así como una de cuatro comunas rurales. Ménaka se encuentra en el medio del Desierto del Sahara, junto al wadi Ezgeuret y el antiguo valle del río seco de la Cuenca de Iullemmeden. 
El círculo de Ménaka es un área rural, aislada y mayoritariamente desierta, cruzada por uadis estacionales. Esta zona incluye la zona rocosa de las colinas de Ader Douchi, en cuyo interior se ubica la población de Ménaka. Su punto más alto, el Monte Abourak, se encuentra entre dunas, a unos 150 kilómetros al norte.  
La mayor parte de la población son gentes nómadas tuareg, así como otras etnias minoritarias nómadas, como los wodaabe, un tipo de fulani, y songhai sedentarios. Esta área es un centro tradicional de la confederación tuareg Kel Dinnik, así como la más pequeña Iwellemeden Kel Kummer, siendo la ciudad de Andéramboukane, cerca de la frontera con Níger, un centro histórico de las comunidades trashumantes. Andéramboukane es a 100 kilómetros hacia el sur sobre la principal carretera, que lleva, pasando por Ménaka, hasta Ansongo, a 210 kilómetros hacia el oeste y sobre el Río Níger, y 95 kilómetros más al norte hasta la capital regional de Gao.

## Transportes
La ciudad es atendida por el Aeropuerto de Ménaka.

## Secuestros en 2009
El 25 de noviembre, un francés llamado Pierre Camatte fue secuestrado en un hotel de la ciudad de Ménaka. En enero de 2010, una declaración emitida por Al Qaeda en el Magreb Islámico fijó un ultimátum de 20 días para intercambiar a cuatro miembros de al-Qaeda por Pierre Camatte, tras el cual, dijo, los gobiernos de Mali y Francia serían "completamente responsables de la vida del rehén".

## Esclavitud
Organizaciones de Malí e internacionales señalaron a Ménaka en 2008, como una de varias poblaciones de la Región de Gao en la que persistían las relaciones de esclavitud informal entre las castas nobles de los pastores tuareg y miles de tuaregs sedentarios bellah de casta baja.